# Dareios II.
Dareios II. Ochos, auch Darius II., (persisch داریوش Dāriyūsch [dɔːriˈuːʃ]; altpersisch: Dārayavahusch, Dārayavausch) war von 423 bis 404 v. Chr. persischer Großkönig.

## Leben
Dareios II. wurde gelegentlich (allerdings erst in späteren griechischen Quellen) auch Nothos genannt, was so viel wie uneheliches Kind bedeutet. Seine Mutter stammte aus Babylonien und war eine Konkubine von Artaxerxes I. gewesen.
Dareios fungierte zunächst als Satrap von Hyrkanien. Nach dem Tod seines Vaters Artaxerxes traten zunächst seine Halbbrüder Xerxes II. und Sogdianos die Herrschaft an. Xerxes wurde nach kurzer Zeit von Sogdianos ermordet, der sich wiederum nur rund sechs Monate an der Macht halten konnte, bevor er von Dareios gestürzt wurde.
In die Regierungszeit des Dareios fällt die letzte Phase des Peloponnesischen Kriegs zwischen Athen und Sparta und damit die persische Einflussnahme auf die griechische Politik, vor allem durch finanzielle Unterstützung (Thukydides, Der Peloponnesische Krieg 8, 5; 8, 37; 8, 58). Mit Hilfe der Perser gewann schließlich Sparta, dessen General Lysander sich mit dem persischen Prinzen Kyros verständigen konnte, den Krieg. Generell hat das Perserreich in den folgenden Jahrzehnten die Kriege zwischen den griechischen Stadtstaaten geschürt und gestützt.
Dareios musste wiederholt Aufstände bekämpfen. In Ägypten, das von 525 v. Chr. bis 404 v. Chr. persische Satrapie war, kam es bereits kurz nach seiner Thronbesteigung zu Aufständen, die in der Stadt Sais ihren Schwerpunkt hatten. Gegen Ende seiner Regierungszeit schließlich erreichte Ägypten eine Teilautonomie vom Reich. In Kleinasien kam es ebenfalls zu Unruhen, wobei der Aufstand in Sardes zu Beginn von Dareios’ Herrschaft von Tissaphernes niedergeschlagen wurde. Ebenso konnte ein Aufstand in Medien unterdrückt werden.

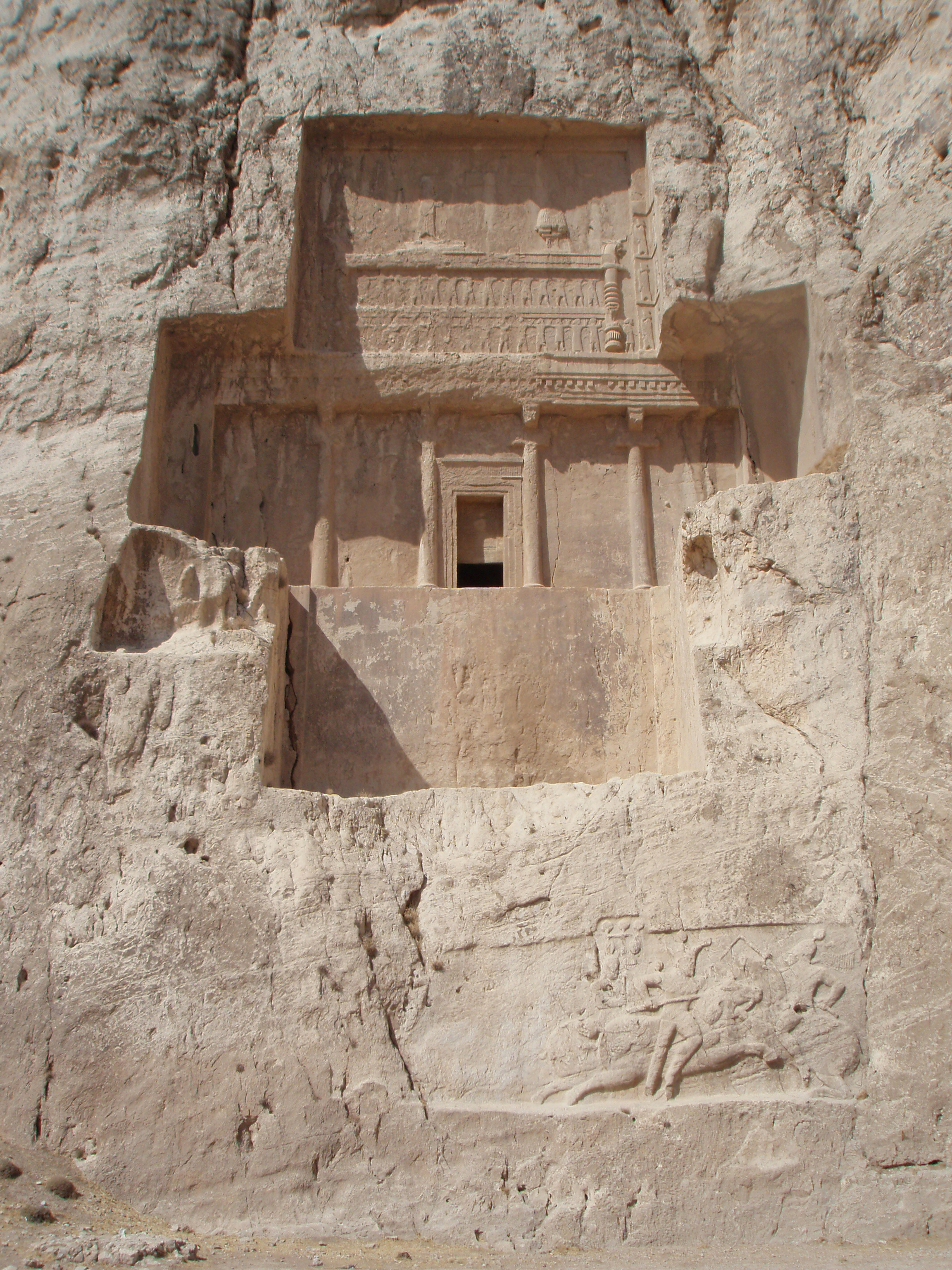
Vermutliches Grab Dareios’ II. in Naqsch-e Rostam, Iran.

Der unproblematische Thronwechsel von Dareios II. auf seinen ältesten Sohn Arses (Thronname: Artaxerxes II.) erfolgte 405/404 v. Chr. Dareios starb in Babylon. Sein Sohn Kyros erlangte Berühmtheit durch seinen Umsturzversuch und den in der Anabasis Xenophons beschriebenen Zug der zehntausend griechischen Söldner.

## Familie
Dareios II. und seine Halbschwester und Gemahlin Parysatis hatten dreizehn Kinder, von denen allerdings nur vier Söhne das Erwachsenenalter erreicht hatten. Die bekannten Kinder waren:
- Arsakes, nachmals Artaxerxes II. († 359/358 v. Chr.).
- Kyros der Jüngere († 401 v. Chr.).
- Ostanes († wohl 358 v. Chr.), Großvater des Dareios III.
- Oxathres
- Amestris, verheiratet mit dem Satrap Terituchmes († 409/408 v. Chr.).